# Бовал
Бовал (фр. Beauval) насеље је и општина у североисточној Француској у региону Пикардија, у департману Сома која припада префектури Амјен.
По подацима из 2011. године у општини је живело 2.118 становника, а густина насељености је износила 93,88 становника/km². Општина се простире на површини од 22,56 km². Налази се на средњој надморској висини од 116 метара (максималној 164 m, а минималној 67 m).

## Демографија
| 1962. | 1968. | 1975. | 1982. | 1990. | 1999. | 2011. |
| ----- | ----- | ----- | ----- | ----- | ----- | ----- |
| 2.173 | 2.192 | 2.206 | 2.274 | 2.286 | 2.243 | 2.118 |

График промене броја становника у току последњих година